# Castro Verde (freguesia)
A Freguesia de Castro Verde foi uma freguesia portuguesa do Município de Castro Verde que tinha 299,53 km² de área e 4 898 habitantes (2011), e, por isso, uma densidade populacional de 16,4 hab/km². Eram povoações da freguesia: Aivados, Almeirim, Castro Verde, Estação de Ourique, Geraldos, Monte Cerro, Namorados, Piçarras.
A Freguesia de Castro Verde foi extinta em 2013, no âmbito de uma reforma administrativa nacional, tendo sido agregada à Freguesia de Casével para formar uma nova freguesia denominada União das Freguesias de Castro Verde e Casével da qual é a sede.

## História
É muito provavelmente com a chegada dos romanos à região, há cerca de dois mil anos, que se dá o início da ocupação de Castro Verde. Tradicionalmente, o seu topónimo, "Castrum Veteris" (associado à instalação aqui de um acampamento militar romano) advém-lhe exactamente desse período rico para a História de toda a região, mas que dá continuidade à estrutura económica que desde cerca de 1000 a.C. trouxe à região comunidades de pastores e mineiros em busca das pastagens ricas e dos afloramentos metálicos do Campo Branco e da Faixa Piritosa.
A vila de Castro Verde obteve foral de D. Manuel I, em 20 de Setembro de 1510, mas o território do município só fica definitivamente traçado em meados do século XIX.
A nível arquitectónico é de destacar, em particular, o património religioso, nomeadamente a Basílica Real ou Igreja Matriz, construída em 1713, cujo interior é todo revestido com azulejos setecentistas policromados, alusivos à lendária Batalha de Ourique, onde se encontra instalado o Núcleo Museológico denominado Tesouro da Basílica Real. Bem perto desta igreja, no início da Rua D. Afonso I, encontra-se um outro espaço religioso dedicado a Nossa Senhora dos Remédios, a Igreja das Chagas do Salvador, onde é possível visitar algumas telas setecentistas. O Museu da Lucerna é outro pólo de divulgação do património de Castro Verde que importa visitar.
Castro Verde é muito conhecida pela sua secular feira de Outubro: A Feira de Castro. A maior feira do Sul. Funciona como centro de negócios para os concelhos vizinhos e recebe anualmente milhares de visitantes que aqui se deslocam para viver a última grande feira do Sul. De origem medieval, tem em Filipe II o seu grande impulsionador, quando em 1620, decreta que as receitas da feira sejam utilizadas nas obras da Igreja das Chagas do Salvador.
Por ser sede de concelho e por aqui residir mais de 50% da sua população, Castro Verde está equipado com um conjunto de infra-estruturas de interesse municipal. A vila registou um crescimento populacional nos últimos anos, surgiram novos bairros, onde se respeita o "urbanismo do Sul", bem como novos espaços de lazer, que reflectem a preocupação da valorização ambiental urbana, onde a arte pública tem um papel de destaque.

## População
| População da freguesia de Castro Verde (1864 – 2011) | População da freguesia de Castro Verde (1864 – 2011) | População da freguesia de Castro Verde (1864 – 2011) | População da freguesia de Castro Verde (1864 – 2011) | População da freguesia de Castro Verde (1864 – 2011) | População da freguesia de Castro Verde (1864 – 2011) | População da freguesia de Castro Verde (1864 – 2011) | População da freguesia de Castro Verde (1864 – 2011) | População da freguesia de Castro Verde (1864 – 2011) | População da freguesia de Castro Verde (1864 – 2011) | População da freguesia de Castro Verde (1864 – 2011) | População da freguesia de Castro Verde (1864 – 2011) | População da freguesia de Castro Verde (1864 – 2011) | População da freguesia de Castro Verde (1864 – 2011) | População da freguesia de Castro Verde (1864 – 2011) |
| ---------------------------------------------------- | ---------------------------------------------------- | ---------------------------------------------------- | ---------------------------------------------------- | ---------------------------------------------------- | ---------------------------------------------------- | ---------------------------------------------------- | ---------------------------------------------------- | ---------------------------------------------------- | ---------------------------------------------------- | ---------------------------------------------------- | ---------------------------------------------------- | ---------------------------------------------------- | ---------------------------------------------------- | ---------------------------------------------------- |
| 1864                                                 | 1878                                                 | 1890                                                 | 1900                                                 | 1911                                                 | 1920                                                 | 1930                                                 | 1940                                                 | 1950                                                 | 1960                                                 | 1970                                                 | 1981                                                 | 1991                                                 | 2001                                                 | 2011                                                 |
| 3 400                                                | 3 635                                                | 3 932                                                | 3 734                                                | 4 643                                                | 4 946                                                | 5 303                                                | 6 164                                                | 6 155                                                | 5 538                                                | 4 708                                                | 4 249                                                | 4 646                                                | 4 820                                                | 4 898                                                |

## Localidades
- Aivados: 117 hab.[4]
- Almeirim: 137 hab.[4]
- Castro Verde: 3819 hab.[4]
- Estação de Ourique: 73 hab.[4]
- Geraldos: 169 hab.[4]
- Monte Cerro: 24 hab.[4]
- Namorados: 107 hab.[4]
- Piçarras: 82 hab.[4]

## Património
- Basílica Real
- Castro de Castro Verde
- Ermida de São Pedro das Cabeças ou Capela de São Pedro das Cabeças
- Ermida de São Sebastião de Almeirim
- Igreja Matriz de Castro Verde ou Igreja de Nossa Senhora da Conceição
- Igreja de São Miguel dos Gregórios